# Anolis lucius
Anolis lucius este o specie de șopârle din genul Anolis, familia Polychrotidae, descrisă de Auguste Henri André Duméril și Bibron 1837. Conform Catalogue of Life specia Anolis lucius nu are subspecii cunoscute.